# Point Barrow
Point Barrow (of Nuvuk) is de noordelijkste punt van de Verenigde staten, voor de Beaufortzee in Alaska.
Point Barrow werd voor het eerst bezocht in 1826 door Frederick Beechey, een Britse ontdekkingsreiziger. Hij noemde het naar de Britse geograaf John Barrow en het is sindsdien een plaats voor vele expedities geweest. Naar het zuidwesten ligt het dorp Utqiaġvik.